# Мері Плантагенет
Марія (Мері) Плантагенет — принцеса Англійська, Герцогиня Бретонська (1361—1361), Графиня де Монфор-л'Аморі (1361—1361), четверта донька англійського короля Едварда III (1311—1377) і королеви Англії Філіпи д'Ено .

## Біографія

### Дитинство
Народилася 9 або, скоріше, 10 жовтня 1344 р. у Волтгемі, Гемпшир, Англія, у маєтку єпископа Вінчестерського, тому також відома як «Мері Волтгемська» (Mary of Waltham). З народження її виховували Елізабет і Вільям Сент-Омер, і тільки у 1348 р. Мері нарешті познайомилася зі своєю матір'ю, королевою Філіпою, і з Жанною де Дро, сестрою Жана, графа де Монфор-л'Аморі, сином самопроголошеного герцога Бретонського Жана IV. Тоді ж принцесу Мері познайомили із матір'ю майбутнього чоловіка, графинею Жанною Дамп'єр. Із графом Жаном V принцеса була заручена з дитинства, він виріс разом із нею, бо виховувався у родині короля Едуарда (а пізніше жив при дворі герцога Ланкастера). Є версія, що заручини Жана та Мері відбулися близько 1355 року, але це твердження ґрунтується лише на авторитеті однієї з редакцій «Хронік» Фруасара.

### Юність
У 1360 р. Мері покинула Віндзор і тривалий час жила у своєї невістки Бланки Ланкастерської (дружини Джона Гонта) у Лестері. Це був єдиний випадок, що зафіксований у джерелах, коли принцеса виїздила надовго за межі королівської резиденції. Там вона жила, схоже, не занадто розкішним життям — її кишенькові витрати обмежувалися сумою в 20 марок на рік, але це було скоріше пов'язане з обмеженнями по віку — старші сестри одержували від батька набагато більше. На Різдво 1360 р. принцесам Ізабеллі, Мері та Маргарет замовили одяг, що наочно демонструє старшинство. Мері отримала всього 40 шкурок горностая, тоді як на одяг Ізабелли й королеви Філіпи витратили близько сотні таких. Не видали їй і тканини контрастного кольору, щоб підкреслити основний матеріал. Її молодшій сестрі Маргарет було видано тканину й хутро в такому ж обсязі, як і принцесі Мері та Жанні де Дро, сестрі Жана де Монфора.

### Шлюб та рання смерть
Влітку 1361 р. Мері одружилася із Жаном де Монфором у Вудстокському замку (весілля відбулося не раніше 3 липня, оскільки в цей день Монфору було виплачено 20 фунтів на відшкодування різних витрат із приводу «його шлюбу»). Едуард III проголосив Жана й Мері герцогом і герцогинею Бретонськими, але вони як і раніше жили при його дворі. Панегірист герцога Жана Гійом де Сен-Андре згодом писав, що подружжя прожило разом усього 30 тижнів. Потім принцеса раптом впала в летаргічний сон. Розбудити її було неможливо, і незабаром Мері померла — як часто згадується, на початку 1362 р. Однак, відомо, що 13 вересня 1361 р. Жан виплатив клеркові королівського двору 200 фунтів «за витрати на поховання пані Марії, дочки короля, герцогині Бретонської». Отже, у дійсності шлюб був іще коротшим, ніж вважав Сен-Андре. Він же повідомляє, що герцог Жан був «дуже засмучений» смертю дружини. Безсумнівно, батько й мати Мері горювали за нею теж.

### Після смерті
Вона була похована у Ебінґдонському абатстві у Гемпширі поруч зі своєю сестрою Маргарет (1346—1361), дружиною графа Пембрука, яка померла наприкінці 1361 р. Після смерті принцеси Жан де Монфор погодився не одружуватися без дозволу короля Едуарда (1362), і у 1366 р. йому знову знайшли дружину-англійку, цього разу пасербицю Чорного Принца (Джоан Голланд, пом. 1384). Статую Мері і зараз можна побачити із південного боку могили Едуарда III у Вестмінстері. Хоча вона ніколи не бувала в Бретані, її надгробок прикрашає щит із гербами Бретані та Англії.